# Rzym, miasto otwarte
Rzym, miasto otwarte – włoski dramat wojenny z 1945 roku w reżyserii Roberta Rosselliniego. Akcja toczy się podczas niemieckiej okupacji Rzymu w 1944 roku. Film otrzymał nominację do Oscara i jest uważany za otwierający okres neorealizmu we włoskim kinie. Pierwszy z antyfaszystowskiej „Wojennej Trylogii”, drugim był Paisà, a trzecim Niemcy – rok zerowy.
W roku 1995, z okazji stulecia narodzin kina, film znalazł się na watykańskiej liście 45 filmów fabularnych, które propagują szczególne wartości religijne, moralne lub artystyczne.

## Fabuła
Giorgio Manfredi ucieka przed niemieckimi żołnierzami, skacząc po dachach. Ksiądz, Don Pietro Pellegrini, pomaga ruchowi oporu, przekazując wiadomości i pieniądze. Don Pietro ma udzielić ślubu Pinie. Jej narzeczony Francesco nie jest zbyt religijny, ale woli, by ceremonię poprowadził ksiądz nacjonalista, a nie faszystowski urzędnik. Syn Piny Marcello i jego koledzy wykonują drobne zadania dla ruchu oporu. Siostra Piny zaprzyjaźnia się z Mariną, dawną dziewczyną Giorgia, co kończy się tym, że Marina zdradza podziemie w zamian za leki, futra i inne wojenne luksusy.
Szef Gestapo w mieście, z pomocą włoskiego komendanta policji, dopada Giorgia i księdza, i przesłuchuje Giorgia z zastosowaniem przemocy fizycznej. Śledczy starają się namówić Don Pietra do zdrady sprawy, wykorzystując jego wiarę religijną, tłumaczą mu, że sprzymierzył się z ateistami. Pietro odpowiada, że każdy, kto dąży do pomagania innym jest na ścieżce Boga, czy w niego wierzy, czy też nie. Wtedy zmuszają księdza do patrzenia, jak Giorgio zostaje zabity poprzez tortury. Don Pietro także wtedy jest nieugięty, więc zostaje stracony.

## Obsada
- Aldo Fabrizi
- Anna Magnani
- Marcello Pagliero
- Vito Annicchiarico